# 巴巴塞島
4°2′S 153°43′E / 4.033°S 153.717°E

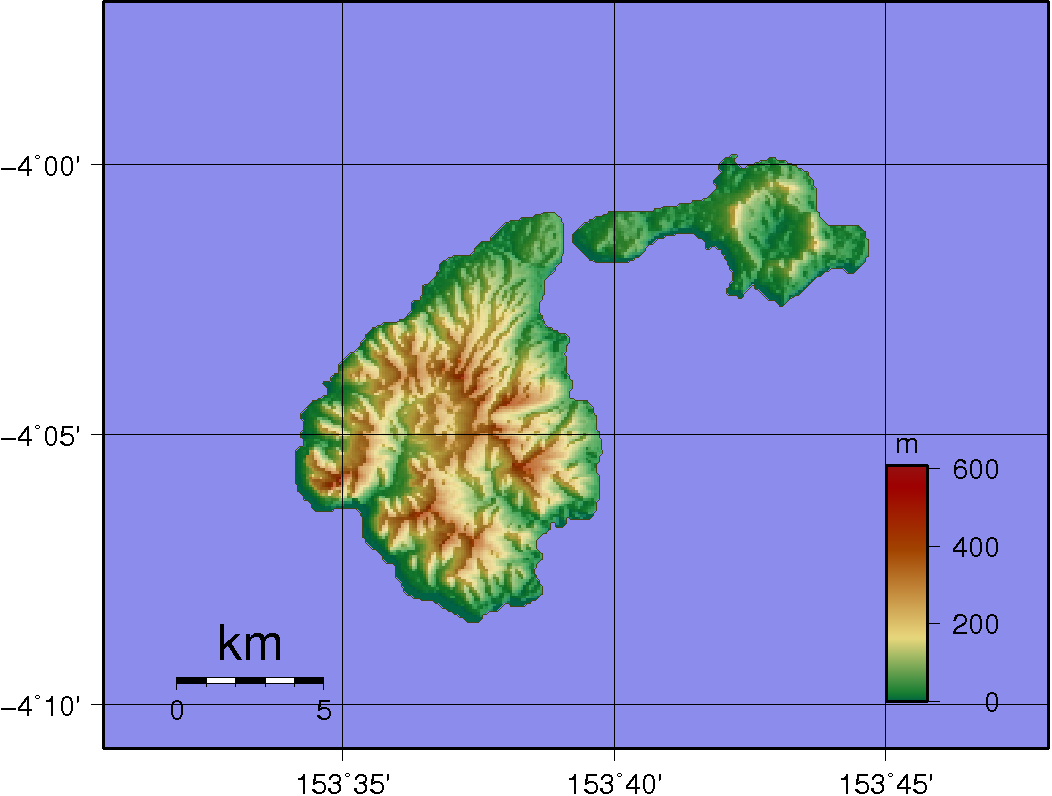
費尼群島地圖，右為巴巴塞島

巴巴塞島是巴布亞新幾內亞新愛爾蘭省的島嶼，位於新愛爾蘭島以東的太平洋海域，屬於費尼群島的一部分，長10公里、寬5公里，面積23平方公里，最高點海拔高度200米。